# Богурсуков
Богурсуков (рос. Богурсуков; адиг. Быгъарсыкъу) — хутір Красногвардійського району Адигеї Росії. Входить до складу Білосільського сільського поселення.
Населення — 173 особи (2015 рік).